# Суматраизм
Суматраизм — авангардистское течение в литературе, созданное сербским писателем Милошем Црнянским в годы Первой мировой войны. Писатель изложил принципы суматраизма в эссе «Объяснение Суматры», описывая это как мистическое ощущение всеединства мира.. Литературные критики оценивают идеи суматраизма как "типично экспрессионисткую концепцию, основанную на синтезе утопического космизма и виталистического универсализма. Наравне с зенитизмом и хипнотизмом, суматраизм стал одним из ключевых авангардных течений в послевоенной Сербии.